# 克拉維酸
克拉维酸（clavulanic acid）属于β-内酰胺类药物，仅作为β-内酰胺酶抑制剂。由于单独使用无杀菌效果，必须与青霉素类抗生素联合使用，可抑制细菌分泌的β-内酰胺酶。
克拉维酸钾（clavulanate potassium）与阿莫西林组成的复方阿莫西林克拉維酸鉀，则是一种非常常见的抗细菌药。此外它也可与替卡西林合成抗菌药特美汀。
其名来自棒状链霉菌（Streptomyces clavuligerus）的种加词，这种霉菌能够分泌克拉维酸。

## 外部連結
- Toxikologie in der Schwangerschaft. （页面存档备份，存于） Embryotox （德文）